# さいだん座
さいだん座（、ラテン語: Ara）は、現代の88星座の1つで、プトレマイオスの48星座の1つ。生贄を捧げる祭壇をモチーフとしている。さそり座の南にある小さな星座だが、4つの3等星と3つの4等星が比較的狭い領域に集まっており、容易に見つけることができる。星座の北端が-45.5°と南天の深い位置にあるため、日本など北半球の中緯度地域から星座の全容を見ることは難しい。

## 主な天体

### 恒星
2023年6月現在、国際天文学連合 (IAU) によって2個の恒星に固有名が認証されている。
- μ星：太陽系から約51 光年の距離にある、見かけの明るさ5.15 等、スペクトル型G3IV-V の主系列星または準巨星で、5等星[6]。2000年から2006年にかけて4つの太陽系外惑星が発見された[7]。2015年にIAUが実施した太陽系外惑星命名キャンペーン「NameExoWorlds」で、スペインナバラ州パンプローナのヤマグチ公園内にあるパンプローナ・プラネタリウム (Planetario de Pamplona) からの提案が採用され、主星はミゲル・デ・セルバンテスにちなんだ「セルバンテス[8](Cervantes[5])」、系外惑星にはセルバンテスの戯曲『ドン・キホーテ』のキャラクターに由来する Quijote、Dulcinea、Rochinante、Sancho という固有名が認証された[9]。
- HD 156411：太陽系から約182 光年の距離にある、見かけの明るさ6.67 等、スペクトル型 G1V(w) のG型主系列星で、7等星[10]。2018年から2019年に開催されたIAUの100周年記念行事「IAU100 NameExoWorlds」でペルーに命名権が与えられ、主星はInquill、太陽系外惑星はSumajmajtaと命名された[11]。

このほか、以下の天体が知られている。
- α星：見かけの明るさ2.95 等、スペクトル型 B2Vne のB型主系列星で、3等星[12]。分光スペクトル中に顕著な水素の輝線が見られる「Be星」に分類されている[12]。
- β星：太陽系から約715 光年の距離にある、見かけの明るさ2.85 等、スペクトル型K0/1Ib の赤色超巨星で、3等星[13]。さいだん座で最も明るく見える恒星。
- γ星：太陽系から約720 光年の距離にある、見かけの明るさ3.34 等、スペクトル型 B1Ib の青色超巨星で、3等星[14]。β星の真南にある多重星である。
- ζ星：3等星[15]。
- GX 339-4：X線連星[16]。1973年にアメリカ航空宇宙局 (NASA) の太陽観測衛星OSO 7（英語版）に搭載されたX線検出器によって発見された[17]。5.8±0.5 M☉（太陽質量）のブラックホールを含む連星系と考えられている[18]。GX 339-4という名称は「天の川銀河内のX線源で銀経339°、銀緯−4°に位置するもの」という意味である[19]。

### 星団・星雲・銀河
天の南極に近いためメシエ天体こそないものの、2つの球状星団と1つの散開星団がパトリック・ムーアがアマチュア天文家の観測対象に相応しい星団・星雲・銀河を選んだ「コールドウェルカタログ」に選ばれている。
- NGC 6352：太陽系から約1万8300 光年の距離にある[21]球状星団[22]。コールドウェルカタログの81番に選ばれている[20]。
- NGC 6193：太陽系から約4,100 光年の距離にある散開星団[23]。さいだん座OB1アソシエーション (Ara OA1) の中核を成す星団で、周囲にある Rim Nebula の別名でも知られる散光星雲NGC 6188（英語版）の光源となっている[24]。コールドウェルカタログの82番に選ばれている[20]。
- NGC 6397：太陽系から約7,800 光年の距離にある球状星団[25]。初期状態から徐々にコア半径が減少し、かつコア密度が上昇し続ける「コア崩壊」という現象が生じており、そのような球状星団としては太陽系に最も近くにある[26]。コールドウェルカタログの86番に選ばれている[20]。
- Westerlund 1：太陽系から約1万2000 光年の距離にある[27]超星団[28]。1961年にスウェーデンの天文学者 Bengt Westerlund によって発見された[28]ことからこの名前で呼ばれる。発見者のWesterlundは Ala Cluster という呼称を使っていた[29]。
- Hen 3-1357：「アカエイ星雲 (英: Stingray Nebula[30])」の通称でも知られる惑星状星雲。1971年には中小質量星の進化の最終段階にあるpost-AGB星として観測されていたが、1989年に国際紫外線天文衛星IUEによって惑星状星雲に特徴的な輝線が観測され、惑星状星雲として認識されるようになった[31]。1994年にハッブル宇宙望遠鏡による観測で惑星状星雲の構造が確認され、その見た目からアカエイ星雲と呼ばれるようになった[31]。2020年には、1996年と2016年の画像の比較から急激に暗くなっていることが確認された[32]。

- ハッブル宇宙望遠鏡 (HST) の広視野カメラ3 (WFC3) が捉えた球状星団NGC 6352
- ヨーロッパ南天天文台 (ESO) のチリ パラナル天文台にあるVLTサーベイ望遠鏡（英語版）が捉えた、散開星団NGC 6193と散光星雲NGC 6188。
- HSTのWFC3が捉えた球状星団NGC 6397
- VLTサーベイ望遠鏡が捉えた、超星団Westerlund 1。
- アカエイ星雲の通称で知られる惑星状星雲Hen 3-1357の、HSTが撮像した1996年 (WFPC2)と2016年 (WFC3) の比較画像。この20年間で急激に暗くなっていることがわかる。

## 由来と歴史
紀元前3世紀前期の古代ギリシアの詩人アラートスは、著書『ファイノメナ (古希: Φαινόμενα)』の中で「天の他の星々が雲に隠れてかすみ、この星座が輝いて見えるようであれば、船の帆をたたんで激しい南風に備えるように」と伝えている。紀元前3世紀後期にアレクサンドリアで活動したエラトステネースや1世紀頃のヒュギーヌスは、さいだん座は4個の星で構成されるとした。2世紀に活動した古代ローマの天文学者プトレマイオスの天文書『ヘー・メガレー・スュンタクスィス・テース・アストロノミアース (古希: ἡ Μεγάλη Σύνταξις τῆς Ἀστρονομίας)』、いわゆる『アルマゲスト』では「7個の星で構成される」と記述されている。この祭壇は『アルマゲスト』以降の各時代の星図で、北側に本体、南側に炎という、北半球から見ると上下が逆転した姿で描かれていた。

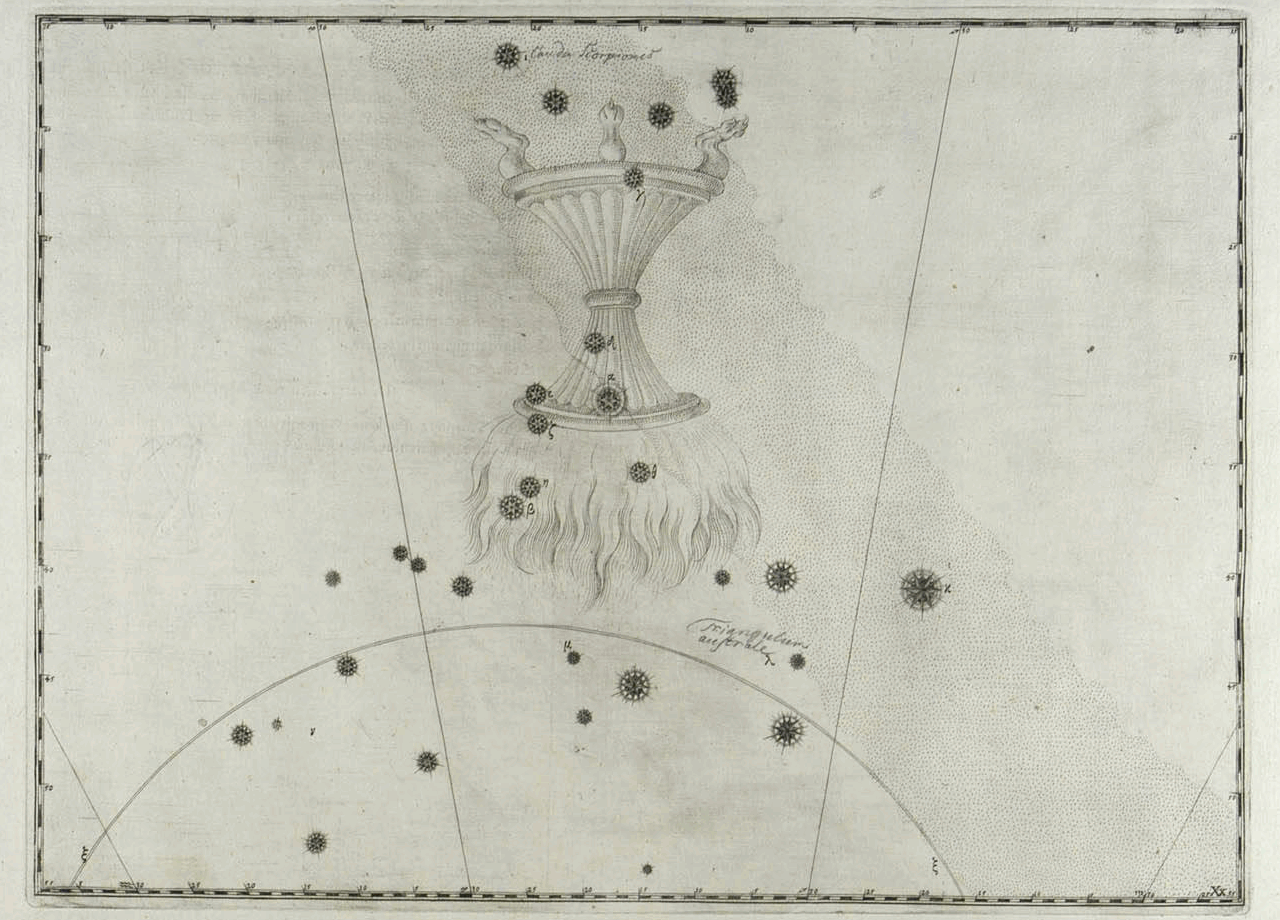
ヨハン・バイエルの『ウラノメトリア』（1603年）に描かれたさいだん座。祭壇の本体が北、炎が南に描かれたため、上下が逆転しているように見える。

1603年、ドイツの法律家ヨハン・バイエルは、全天星図『ウラノメトリア (Uranometria)』を出版し、各星座の恒星に対してギリシア文字の小文字の符号、いわゆるバイエル符号を付した。しかし、『ウラノメトリア』の星表には星の位置を示す座標が書かれておらず、また南天の星の位置はオランダの地図製作者ペトルス・プランシウスやヨドクス・ホンディウスが製作した天球儀から写し取られたものであったため、不正確なものが多かった。
この星の位置の問題は、18世紀フランスの天文学者ニコラ＝ルイ・ド・ラカイユによって正されることとなる。1751年から1752年にかけて南アフリカのケープタウンで南天の星の位置を正確に観測したラカイユは、1756年に出版されたフランス科学アカデミーの1752年版紀要に自身の観測記録を元に作成した星表と星図を寄稿した。ラカイユはこの星表の中で、バイエルが『ウラノメトリア』で図示したさいだん座の星の位置を正すとともに、バイエルが付した符号を全て廃してギリシア文字の符号を新たにαからσまで振り直した。
1879年、コルドバ州に新設されたアルゼンチン国立天文台の台長の職にあったアメリカ生まれの天文学者ベンジャミン・グールドは、自身の観測記録を元に編纂した南天の星表『Uranometria Argentina』を刊行した。この星表の中でグールドは、さいだん座の星に対してラカイユの付したギリシア文字の符号のうち、6等より暗い星に付された νとρ を除いて他のものは全て採用した。
1922年5月にローマで開催されたIAUの設立総会で現行の88星座が定められた際にそのうちの1つとして選定され、星座名は Ara、略称も Ara と正式に定められた。

### 中国
ドイツ人宣教師イグナーツ・ケーグラー（戴進賢）らが編纂し、清朝乾隆帝治世の1752年に完成・奏進された星表『欽定儀象考成』では、さいだん座の星は二十八宿の東方青龍七宿の第六宿「尾宿」と第七宿「箕宿」に配されていた。尾宿では、ε・γ・δ・η・ζ の5星が星官「亀」に充てられた。箕宿では、σ・α・β・θ の4星が星官「杵」に充てられた。

## 神話
エラトステネースや1世紀古代ローマの詩人マルクス・マニリウスによると、大神ゼウス率いるオリュンポスの神々とクロノス率いる巨神族ティーターンとの戦い「ティーターノマキアー」の際に、クロノスとティーターン族による旧体制を打ち破ることをゼウスとその兄弟たちが誓った祭壇であるとされる。しかし、ティーターノマキアーの話を伝えるヘーシオドスの『神統記』やアポロドーロスの『ビブリオテーケー』、には神々の盟約を伝える記述がないことから、エラトステネースの創作かあるいは散逸して現存しない資料を参考にしたものと見られる。またエラトステネースは、ケンタウロス族の賢人ケイローンが野獣を生贄として捧げる祭壇とも説明している。 

## 呼称と方言
古代ギリシア・ローマ時代にはこの星座は、祭壇を意味する θυτήριον (羅: Thyterion) とも、香炉を意味する θυμιατήριον (羅: Thymiaterion) とも呼ばれていた。18世紀頃まではラテン語で「香炉」を意味する「トゥリブルム」(Thuribulum) の名称で呼ばれることもあった。
日本語での学名は「さいだん」と定められている。日本では、明治末期に「祭壇」という訳語が充てられていたことが、1910年（明治43年）2月刊行の日本天文学会の会報『天文月報』第2巻11号に掲載された「星座名」という記事でうかがい知ることができる。この訳名は、1925年（大正14年）に初版が刊行された『理科年表』にも引き継がれた。戦後の1952年（昭和27年）7月に日本天文学会が「星座名はひらがなまたはカタカナで表記する」とした際に、Ara の日本語の学名は「さいだん」と定められた。これ以降は「さいだん」という学名が継続して用いられている。
現代の中国では、天坛座（天壇座）と呼ばれている。